# Asymmetrione clibanarii
Asymmetrione clibanarii är en kräftdjursart som beskrevs av Clements Robert Markham 1975. Asymmetrione clibanarii ingår i släktet Asymmetrione och familjen Bopyridae.
Artens utbredningsområde är Mexikanska golfen. Inga underarter finns listade i Catalogue of Life.